# Metro de Tòquio
El metro de Tòquio 東京の地下鉄 (Tōkyō no chikatetsu) és la quarta xarxa de metro més extensa del món que cobreix l'àrea metropolitana de Tòquio. El conjunt de les seves 13 línies sumen 286,2 quilòmetres.

## La Xarxa
(Juny 2008)
Tota la xarxa del metro de Tòquio, compresa entre Tokyo Metro, Tokyo Metropolitan Bureau of Transportation i el Tokyo Waterfront Area Rapid Transit, disposava de 282 estacions i 14 línies. Les dues xarxes que comprenen el metro de Tòquio, Tokyo Metro (Eidan) i el Toei, junts transporten diàriament la xifra de vuit milions de passatgers. Encara que el sistema sigui un dels més usats del món, és una petita part dels ferrocarrils suburbans − només 282 estacions de les 882 suburbanes (2007).

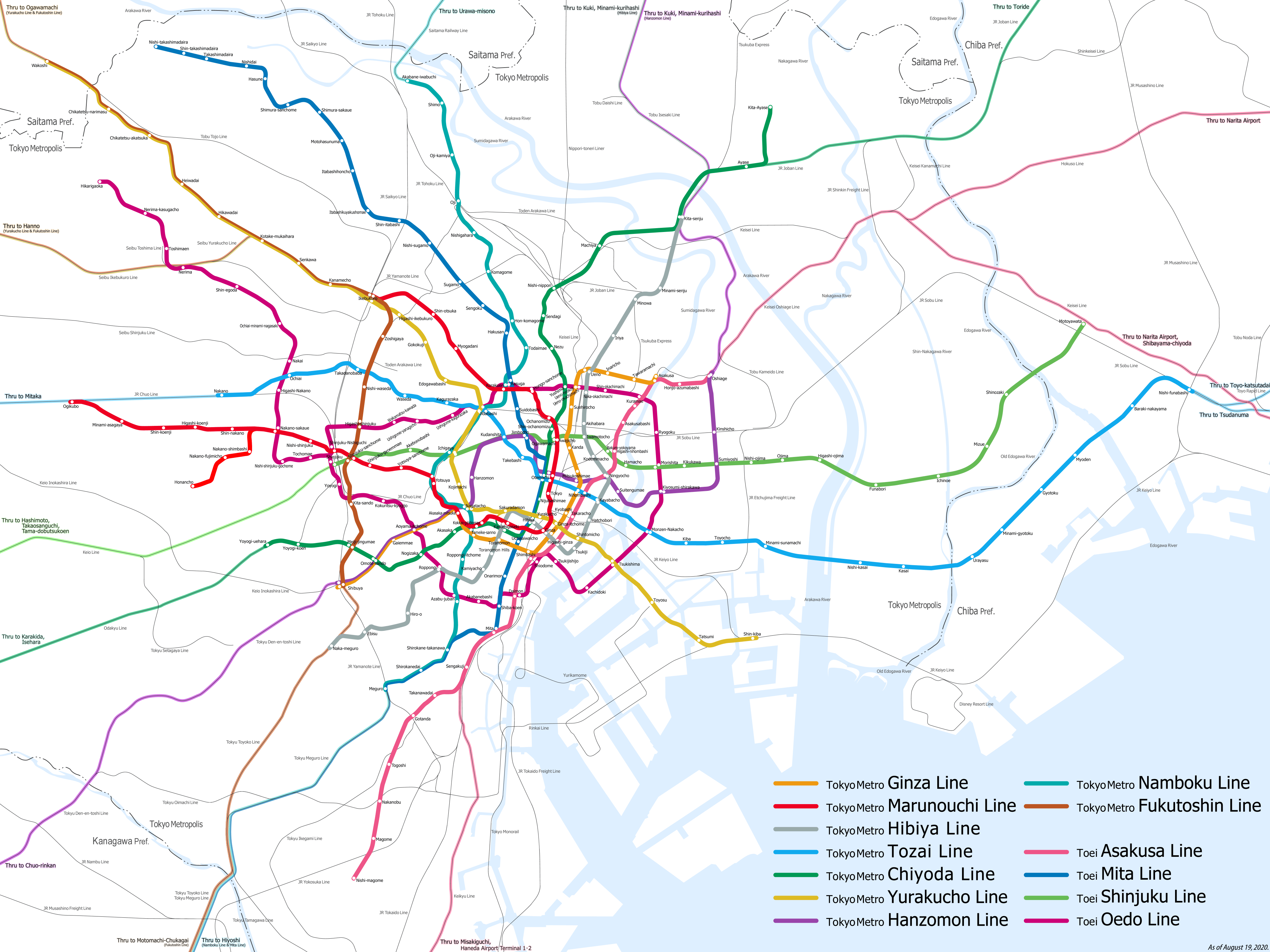
El mapa de la xarxa

| Color     | Lletra                                            | Número                                            | Nom             | Nom japonès  | Origen             | Destinació           | Longitud |
| --------- | ------------------------------------------------- | ------------------------------------------------- | --------------- | ------------ | ------------------ | -------------------- | -------- |
| taronja   |                                                   | 3                                                 | Ginza Line      | 銀座線       | Shibuya            | Asakusa              | 14,3 km  |
| vermell   |                                                   | 4                                                 | Marunouchi Line | 丸ノ内線     | Ogikubo            | Ikebukuro            | 24,2 km  |
| vermell   | Nakano-sakaue                                     | 4                                                 | Marunouchi Line | 丸ノ内線     | Honancho           | 3,2 km               |          |
| gris      |                                                   | 2                                                 | Hibiya Line     | 日比谷線     | Naka-meguro        | Kita-senju           | 20,3 km  |
| blau      |                                                   | 5                                                 | Tōzai Line      | 東西線       | Nakano             | Nishi-funabashi      | 30,8 km  |
| verd      |                                                   | 9                                                 | Chiyoda Line    | 千代田線     | Yoyogi-uehara      | Kita-ayase           | 24,0 km  |
| groc      |                                                   | 8                                                 | Yurakucho Line  | 有楽町線     | Wakoshi            | Shin-kiba            | 28,3 km  |
| porpra    |                                                   | 11                                                | Hanzomon Line   | 半蔵門線     | Shibuya            | Oshiage              | 16,8 km  |
| verd clar |                                                   | 7                                                 | Namboku Line    | 南北線       | Meguro             | Akabane-iwabuchi     | 21,3 km  |
| castany   |                                                   | 13                                                | Fukutoshin Line | 副都心線     | Kotake-mukaibara   | Shibuya              | 12,1 km  |
| rosa      |                                                   | 1                                                 | Asakusa Line    | 都営浅草線   | Nishi-magome       | Oshiage              | 18,3 km  |
| blau fort |                                                   | 6                                                 | Mita Line       | 都営三田線   | Shirokane-Takanawa | Nishi-takashimadaira | 24,2 km  |
| blau fort | Meguro                                            | 6                                                 | Mita Line       | 都営三田線   | Shirokane-takanawa | 2,3 km               |          |
| verd      |                                                   | 10                                                | Shinjuku Line   | 都営新宿線   | Shinjuku           | Moto-yawata          | 23,5 km  |
| lila      |                                                   | 12                                                | Oedo Line       | 都営大江戸線 | Hikarigaoka        | Tocho-mae            | 12,9 km  |
| lila      | Línia circular: Tocho-mae, via Roppongi i Ryogoku | Línia circular: Tocho-mae, via Roppongi i Ryogoku | Oedo Line       | 都営大江戸線 | 27,8 km            |                      |          |

## Operadors
Hi ha dos principals operadors del Metro de Tòquio:
- Tokyo Metro: Abans anomenat Teito Rapid Transit Authority (Eidan), es va privatitzar el 2004 i ara opera 9 línies i 168 estacions
  - La Tokyo Metro Ginza Line (銀座線)
  - La Tokyo Metro Marunouchi Line (丸の内線)
  - La Tokyo Metro Hibiya Line (日比谷線)
  - La Tokyo Metro Tōzai Line (東西線)
  - La Tokyo Metro Chiyoda Line (千代田線)
  - La Tokyo Metro Yurakucho Line (有楽町線)
  - La Tokyo Metro Hanzomon Line (半蔵門線)
  - La Tokyo Metro Namboku Line (南北線)
  - La Tokyo Metro Fukutoshin Line (副都心線)

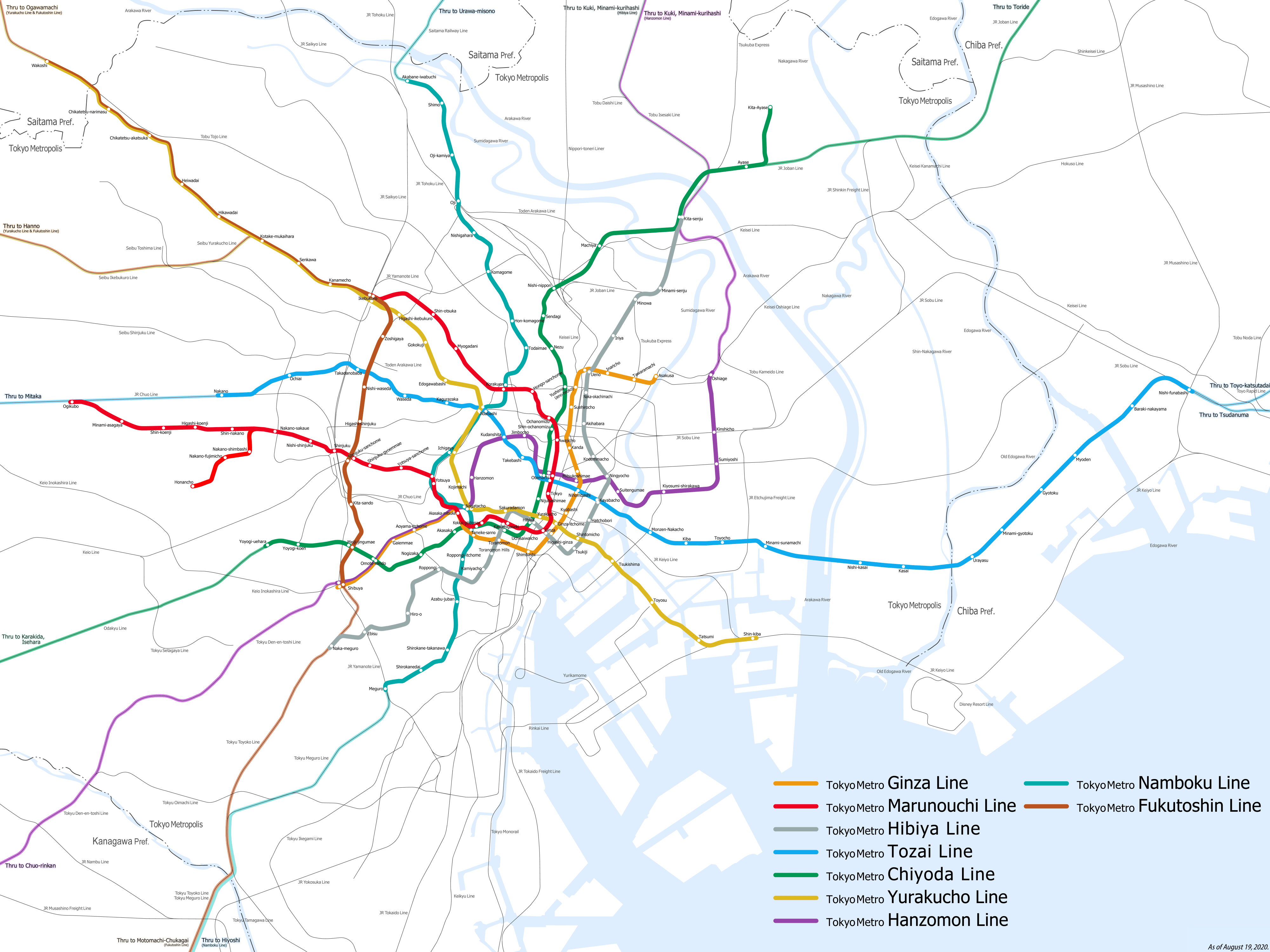
Línies de la companyia de Tokyo Metro.

- Tokyo Metropolitan Bureau of Transportation (Toei). Formant part del Tokyo Metropolitan Government, opera 106 estacions en 4 línies

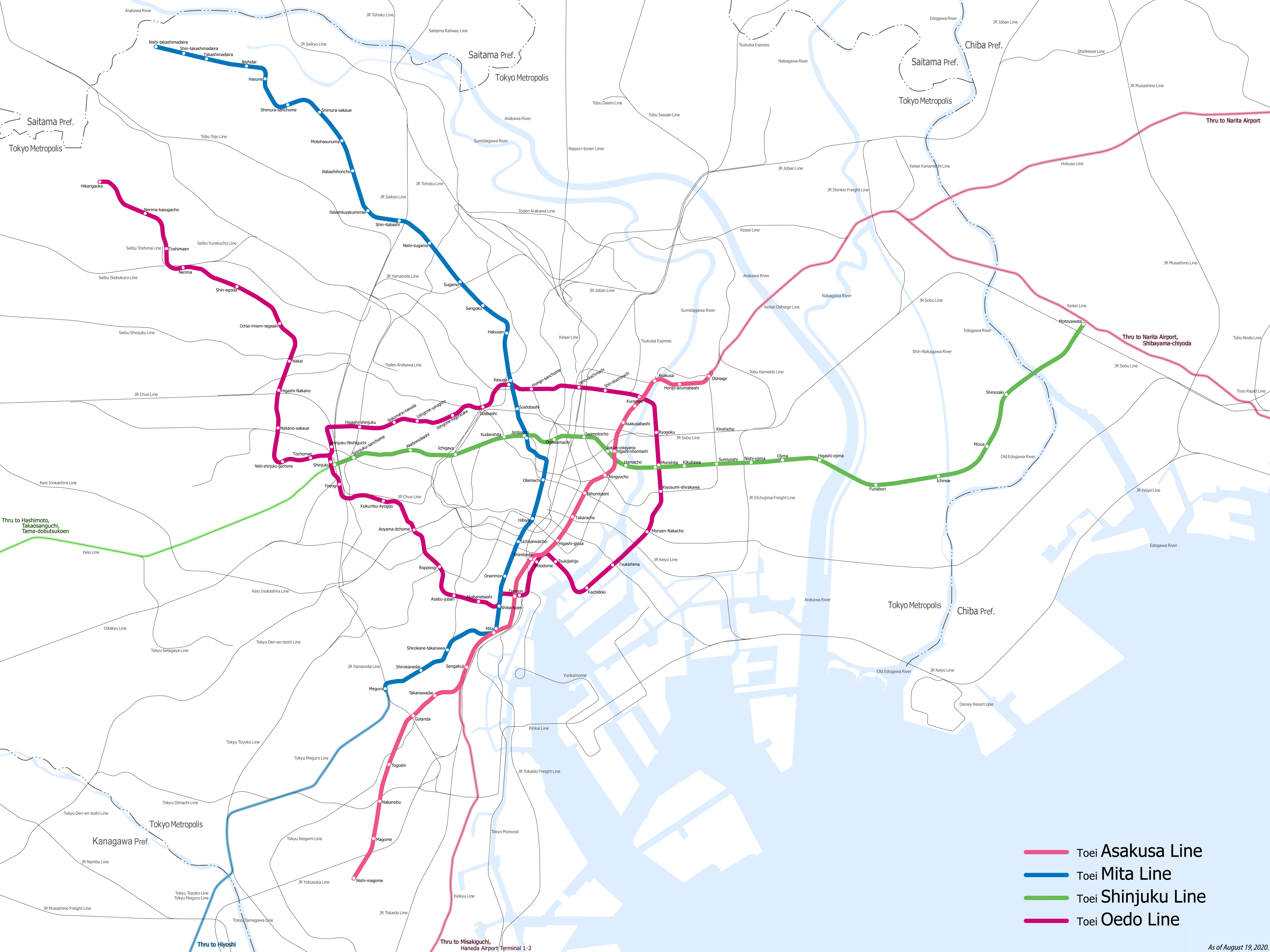
Línies del Toei.

  - La Toei Asakusa Line (都営　浅草線)
  - La Toei Mita Line (都営　三田線)
  - La Toei Shinjuku Line (都営　新宿線)
  - La Toei Oedo Line (都営　大江戸線)

| Color     | Lletra                                                         | Número   | Nom                | Nom en japonès | Trajecte                                  | Longitud |
| --------- | -------------------------------------------------------------- | -------- | ------------------ | -------------- | ----------------------------------------- | -------- |
| rosa      |                                                                | Línia 1  | Toei Asakusa Line  | 都営浅草線     | Nishi-magome ↔ Oshiage                    | 18.3 km  |
| blau fort |                                                                | Línia 6  | Toei Mita Line     | 都営三田線     | Shirokane-Takanawa ↔ Nishi-takashimadaira | 24.2 km  |
| blau fort | Meguro fins Shirokane-takanawa, circula per Namboku Line       | Línia 6  | Toei Mita Line     | 都営三田線     | 2.3 km                                    |          |
| verd      |                                                                | Línia 10 | Toei Shinjuku Line | 都営新宿線     | Shinjuku ↔ Moto-yawata                    | 23.5 km  |
| lila      |                                                                | Línia 12 | Toei Oedo Line     | 都営大江戸線   | Hikarigaoka ↔ Tocho-mae                   | 12.9 km  |
| lila      | Línia Circular - Tocho-mae ↔ Tocho-mae, via Roppongi i Ryogoku | Línia 12 | Toei Oedo Line     | 都営大江戸線   | 27.8 km                                   |          |